# Matthias von Welck
Matthias von Welck (* 1956 in Köln) ist ein deutscher Jazzmusiker (Schlagzeug, Perkussion, auch Vibraphon) und Kulturmanager.

## Wirken
Welck studierte Schlagzeug und Perkussion an der Hochschule für Musik und Tanz Köln. Er wirkte von 1978 bis 1983 im Ensemble „Extempore“ für freie Musik, das 1979 sein Album Bitternis bei JazzHausMusik veröffentlichte. Von 1980 bis 1986 war er Mitglied der Multimedia-Gruppe „Boury“ (LPs Moderne Zeiten 1982, Für Herrn Keupert 1984). Mit der Gruppe NoNett legte er die EP Und Köln pennt und die Alben Zur Lage der Nation (1982) und Wenn der weiße Flieder wieder blüht (1983) vor. Mit den Pata Masters von Norbert Stein, denen er seit 1994 angehörte und mit denen er an mehreren Alben beteiligt war, war er auch auf Tournee in Indonesien, Marokko und Australien.
Als Teil des Vereinsvorstands der „Initiative Kölner Jazz Haus“ gehörte Welck seit der Gründung der Veranstaltungsstätte Stadtgarten (1986) zu deren Leitungsteam; seit 2017 ist er deren kaufmännischer Geschäftsführer. Gemeinsam mit Reiner Michalke verantwortete er von 1989 bis 1996 das Festival Post This & Neo That in der Kölner Philharmonie. Zusammen mit Michalke, Gerhard Veeck und Norbert von der Grün wurde er 2017 für seine langjährigen Verdienste um die Entwicklung des Stadtgartens mit dem Kölner Kulturpreis als „Kulturmanager des Jahres“ ausgezeichnet.